# Live: Her Greatest Performances
Albums de Whitney Houston
I Will Always Love You: The Best of Whitney Houston
(2012)
Live: Her Greatest Performances est une compilation live posthume de la chanteuse américaine Whitney Houston. Il a été édité le 10 novembre 2014. Il comprend un CD et un DVD.
L'album a atteint la 1re place du Top R&B/Hip-Hop Albums.

## Pistes du CD
1. Home (The Merv Griffin Show, 1983) (4:39)
2. You Give Good Love (The Tonight Show Starring Johnny Carson, 1985) (4:16)
3. How Will I Know (Brit Awards, 1987) (4:01)
4. One Moment in Time (31e cérémonie des Grammy Awards, 1989) (5:33)
5. Greatest Love of All (That's What Friends Are For: Arista Records 15th Anniversary Concert, 1990) (6:50)
6. I Wanna Dance with Somebody (Who Loves Me) (That's What Friends Are For: Arista Records 15th Anniversary Concert, 1990) (4:28)
7. The Star-Spangled Banner (feat. The Florida Orchestra, Super Bowl XXV, 1991) (2:15)
8. All the Man That I Need (Welcome Home Heroes with Whitney Houston, 1991) (5:08)
9. I'm Your Baby Tonight (Welcome Home Heroes with Whitney Houston, 1991) (4:28)
10. A Song for You (Welcome Home Heroes with Whitney Houston, 1991) (6:04)
11. Medley : I Loves You, Porgy / And I Am Telling You I'm Not Going / I Have Nothing (American Music Awards of 1994, 1994) (10:01)
12. I'm Every Woman (Whitney: The Concert for a New South Africa, 1994) (3:55)
13. I Will Always Love You (Whitney: The Concert for a New South Africa, 1994) (5:59)
14. My Love Is Your Love (Late Show with David Letterman, 1998) (3:46)
15. I Believe in You and Me (2004 World Music Awards, 2004) (3:45)
16. I Didn't Know My Own Strength (The Oprah Winfrey Show, 2008) (4:36)